# کنوت اوستبی
کنوت اوستبی (انگلیسی: Knut Østby; ۱۲ نوامبر ۱۹۲۲ – ۶ اوت ۲۰۱۰) ورزشکار اهل نروژ بود.
وی در مسابقات کشوری و بین‌المللی در مجموع برندهٔ ۲ مدال نقره شده‌است.